# 리보니아

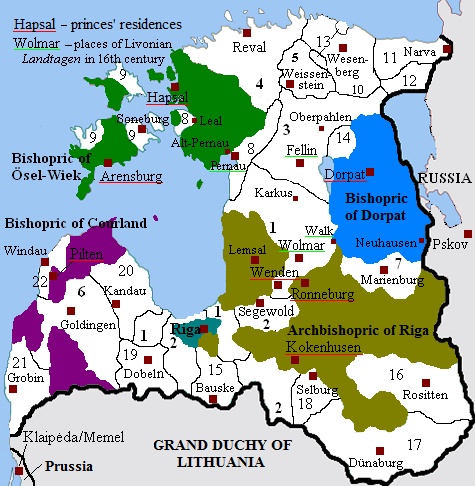
1534년의 리보니아 (테라 마리아나)

리보니아(Livonia)는 현재 라트비아의 동북부 (비제메 지역)에서 에스토니아 남부에 걸친 지역의 명칭이다.
이 땅에 우랄어 계열의 핀우그리아어파로 하는 리브어를 쓰는 리브인이 살고 있었지만, 현재는 인구 수백 명 정도의 소수 민족이 되었다. 독일 기사단의 식민지와 발트 족, 핀인 등과의 혼혈하여 격감했다고 한다. 현재 주민들은 거의 발트계 라트비아인과 러시아인이 차지하고 있다.
리보니아 십자군 동안 검의 형제기사단(이후 리보니아 기사단라고도 함)의 식민지가 되었다. 테라 마리아나는 발트해의 동해에 위치한 현재 에스토니아 남부와 라트비아 북부가 되는 영역이다. 리보니아 십자군의 결과 만들어졌다.
중세에서는 북방 십자군과 동방 식민지의 영향으로 독일계 주민 발트 독일인이 다수를 차지하며 통치를 받았다. 리보니아 인의 영향은 남아 있어서 이 땅이 리보니아 인의 땅, 리보니아로 이름을 남기게 된다.
독일 기사단국(1224년 – 1237년)과 지부인 리보니아 기사단(1237년 - 1561년), 리보니아 공국(폴란드 왕국, 폴란드 - 리투아니아 연방　1561년 - 1621년), 스웨덴(발트 제국 1629년 -1721년)과 통치자를 바꾼 뒤 결국 18세기 초에 시작된 대북방 전쟁에 의해 러시아 제국 (1721년 - 1918년)에 돌아갔다. 20세기에는 리보니아의 북부는 에스토니아로, 남부는 라트비아라는 국가가 성립되었다.

## 같이 보기
- 쿠를란트
- 에스토니아의 역사
- 라트비아의 역사
- 리투아니아의 역사
- 폴란드의 역사